# Rose Wilder Lane
Rose Wilder Lane (5 de diciembre de 1886 – 30 de octubre de 1968) fue una periodista, novelista, escritora de viajes y teórica política, hija de la escritora Laura Ingalls Wilder. Junto con otras dos escritoras, Ayn Rand e Isabel Paterson, Lane es una de las fundadoras del movimiento libertario estadounidense.

## Primeros años

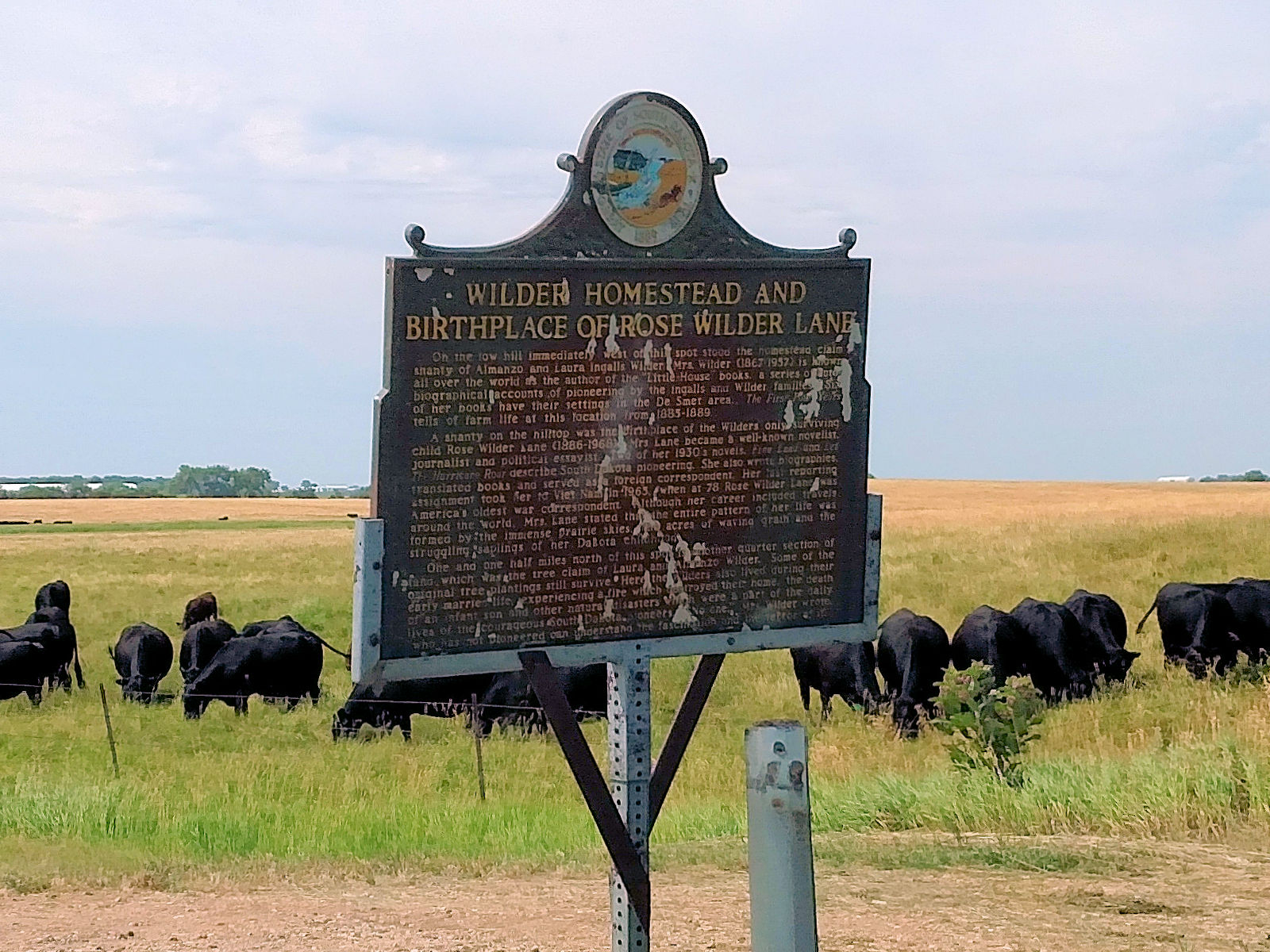
Letrero en la carretera que marca el lugar de nacimiento de Lane.

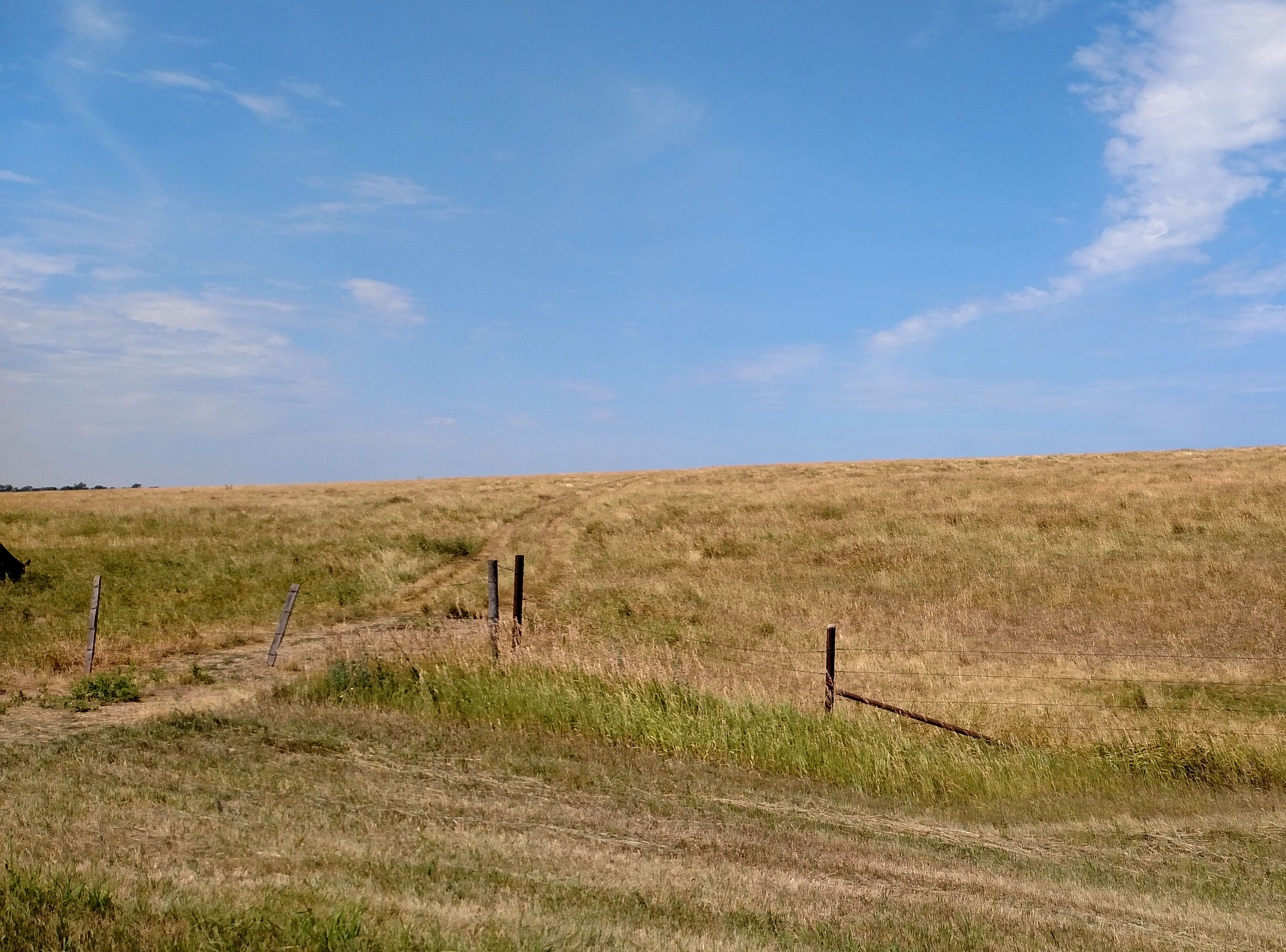
Ubicación de la granja Wilder en De Smet, Dakota del Sur, donde Lane nació.

Lane fue la primera hija de Laura Ingalls Wilder y Almanzo Wilder. También fue la única hija de ambos que alcanzaría la etapa adulta. Durante sus primeros años de vida, sus padres afrontaron tiempos duros a raíz de la continuidad de malas cosechas, enfermedades y dificultades económicas. A lo largo de su infancia la familia se mudó varias veces, alojándose con parientes en Minesota y luego Florida, regresando por un corto tiempo a De Smet, Dakota del Sur, antes de asentarse finalmente en Mansfield, Misuri, en 1894. Allí, sus padres eventualmente fundaron una granja lechera y huertos frutales. Lane asistió a la escuela secundaria en Mansfield y Crowley, Luisiana, mientras vivió con su tía Eliza Jane Wilder, graduándose en 1904 en una clase de siete estudiantes. Su intelecto y ambición se hicieron evidentes luego de demostrar una gran habilidad con el latín -comprimió tres años de aprendizaje en uno- y de obtener la calificación más alta de su clase de secundaria en Crowley. A pesar de sus logros académicos, Lane no pudo asistir a la universidad dada la situación económica de sus padres.

## Inicio de su carrera, matrimonio y divorcio
Una vez que terminó la secundaria, Lane regresó a la casa de sus padres en Mansfield y aprendió telegrafía en la estación de ferrocarril de la ciudad. No estando conforme con las opciones laborales que Mansfield daba a mujeres jóvenes como ella, Lane decidió a principios de 1905 trabajar para Western Union en Sedalia, Misuri. Un año después laboraría como telegrafista en el Hotel Midland de Kansas City. En total, durante los siguientes cinco años, Lane trabajó como telegrafista en Misuri, Indiana y California.
En 1908, tras haberse mudado a San Francisco, California, Lane fue telegrafista en el Hotel Fairmont. En marzo de 1909, contrajo matrimonio con el vendedor, promotor y periodista Gillette Lane. Hay evidencia que sugiere que los Lane se conocieron en Kansas City, mientras que el diario de ella insinúa que el motivo de su ida a San Francisco fue para reencontrarse con él. Poco tiempo después de casados, Lane renunció a su puesto en Western Union y la pareja emprendería una serie de viajes a través de Estados Unidos. Lane pronto quedó embarazada y, mientras permanecía en Salt Lake City, los registros públicos de noviembre siguiente indican que Lane dio a luz a un hijo prematuro, muerto al nacer. Una cirugía posterior en Kansas City aparentemente la dejó incapacitada para tener hijos. Lane ha mencionado el tema breve y únicamente en un puñado de cartas escritas años después a amistades cercanas que también sufrieron la pérdida de un hijo, para expresarles su comprensión y solidaridad.
Pocos años después, en los que los Lane prolongarían su estilo de vida nómada, ellos visitaron Misuri, Ohio, Nueva York y Maine para trabajar juntos y por separado en varios proyectos de promoción y publicidad. Mientras Lane escribía cartas a sus padres que reflejaban una vida feliz y despreocupada, ella por esta época adquirió una actitud depresiva y de desilusión con su matrimonio, según lo revelado por anotaciones posteriores en su diario y numerosos artículos de revista autobiográficos. Básicamente Lane sintió que sus intereses intelectuales no compatibilizaban con la vida que ella tenía con su esposo. Incluso existe un relato de que ella intentó suicidarse al drogarse con cloroformo, pero el cual solo lograría despertarla con dolores de cabeza y un renovado propósito de vida.
Durante estos años, Lane, consciente de su falta de estudios formales, leía vorazmente y aprendió por sí misma varios idiomas. Su carrera como escritora empezó alrededor de 1908, con trabajos temporales como periodista independiente que le ayudaban con ingresos urgentes. En 1913 y 1914, los Lane vendieron tierra de cultivo en lo que hoy es el área de San José/Silicon Valley al norte de California. Las condiciones en que vivían a menudo los obligaba a trabajar por separado para generar más comisiones y, entre ambos, Lane resultó ser mejor vendedora. El matrimonio fracasó debido a numerosos períodos de separación y un eventual divorcio en buenos términos. Los diarios de Lane revelan la existencia de nuevos romances en los años siguientes a su divorcio, pero ella nunca volvió a casarse y eventualmente eligió permanecer soltera y libre de ataduras románticas.
La amenaza de la entrada estadounidense en la Primera Guerra Mundial debilitó gravemente el mercado de bienes raíces, por lo que a principios de 1915 Lane aceptó una oferta de trabajo provisional como asistente de redacción del personal del San Francisco Bulletin. Esto se convertiría en un suceso decisivo para Lane. Ella inmediatamente captó la atención de sus redactores no solo por su talento como escritora, sino también por demostrar una enorme capacidad de redacción para otros escritores. Pronto, su foto y su firma circulaban en el diario del Bulletin, produciendo novelas estereotipadas de ficción romántica las cuales aparecerían semanalmente una por una. Relatos de primera mano de Lane sobre las vidas de Henry Ford, Charlie Chaplin, Jack London y Herbert Hoover se publicaron en formato de libro.
Luego en 1915, la madre de Lane visitó San Francisco por algunos meses. Juntas asistieron a la Exposición Universal de San Francisco. Los detalles de esta visita y de la vida diaria de Wilder en 1915 están preservados en las cartas de Wilder a su esposo en West from Home (1974). Aunque los diarios de Lane indican que ella estaba separada de su marido en 1915, las cartas de su madre lo contradicen. Hay registro de que, durante la visita de Wilder, Lane y su esposo vivieron juntos mientras él estaba desempleado y en busca de trabajo. Al parecer la separación era por entonces un secreto o todavía no habían encontrado un hogar para cada uno.

## Carrera como escritora independiente
El matrimonio de Lane terminó oficialmente en 1918, mismo año en que también renunció a su trabajo en el San Francisco Bulletin tras la renuncia del editor jefe, Fremont Older. Fue en este punto que Lane empezó su carrera como escritora independiente. Desde este período hasta inicios de la década de 1940, su trabajo aparecía con regularidad en publicaciones destacadas como Harper's, Saturday Evening Post, Sunset, Good Housekeeping and Ladies' Home Journal. Muchos de sus cuentos fueron nominados para Premios O. Henry y unas pocas de ellas se volvieron top sellers.
Lane resultó ser la primera biógrafa de Herbert Hoover al escribir The Making of Herbert Hoover en 1920 en colaboración con Charles K. Field, editor de la revista Sunset. La obra fue publicada mucho antes que Hoover gane la presidencia de los Estados Unidos en 1929. Muchos documentos personales de Lane, quien se mantuvo para siempre como amiga y defensora de Hoover, están guardados en la Colección de Rose Wilder Lane de la Biblioteca de Herbert Hoover en West Branch, Iowa. Mientras dichos documentos contienen en realidad poca correspondencia entre ambos, la serie Hoover Post-Presidential Individual contiene un archivo de la correspondencia de Lane que se extiende desde 1936 hasta 1963.
A finales de los 1920, Lane tenía la reputación de ser una de las escritoras mujeres mejor pagadas de Estados Unidos y, junto con Hoover, contaban entre sus amigos figuras muy conocidas como Sinclair Lewis, Isabel Paterson, Dorothy Thompson, John Patric y Lowell Thomas. A pesar de su éxito, la generosidad compulsiva que tenía con su familia y amigos a menudo la dejaba corta de dinero y, por ende, forzada a trabajar en algo que le pague bien pero donde no se podían involucrar sus mayores intereses en teoría política e historia del mundo. Lane sufrió ataques periódicos de inseguridad y depresión en su mediana edad, diagnosticándose a sí misma trastorno bipolar. Durante estas etapas de depresión, ella no podía seguir con su propia carrera como escritora, pero fácilmente encontraba trabajo como escritora fantasma o editora silenciosa para otros escritores conocidos. En 1928, Lane regresó a Estados Unidos para vivir en la granja de sus padres. Segura de las ventas de sus libros y cuentos así como de sus inversiones crecientes en el mercado de valores, ella invirtió libremente, construyendo una nueva casa para sus padres en la propiedad, además de modernizar la granja para ella misma y varios amigos del campo literario que la visitasen.
El trabajo ocasional de Lane como corresponsal viajera de guerra comenzó en la Oficina de Publicidad de la Cruz Roja Americana, en la Europa posterior a la Primera Guerra Mundial. Ella continuaría con la Cruz Roja por 1965, reportando desde Vietnam a la edad de 78 para la revista Woman's Day con el fin de promover "el punto de vista de una mujer". Ella viajó mucho por Europa y Asia como parte de la Cruz Roja. En 1926, Lane, Helen Dore Boylsyon y su mucama francesa viajaron desde Francia hasta Albania en un coche al que bautizaron como Zenobia. Un relato del viaje llamado Travels With Zenobia: Paris to Albania by Model T Ford fue publicado en 1983. Lane se sintió muy a gusto en Albania y vivió allí por muchas temporadas durante los 1920, ocupando el resto del tiempo entre estadías en Paris y en la granja de sus padres en Misuri. Ella adoptó de manera informal un niño albanés llamado Rexh Meta, cuya vida afirmó salvar durante una peligrosa excursión de montaña. Ella más adelante financió sus estudios en la Universidad de Oxford en Inglaterra.

## Colaboración literaria
El rol de Lane en la serie de libros de su madre Little House permanece incierto. Sus padres habían invertido con su agente tras ella haberlo aconsejado y cuando el mercado cayó los Wilder vieron tiempos difíciles. Lane visitó la granja a los 46 años, divorciada y sin hijos, con lo mínimo de dinero para mantenerse a flote.
A finales de 1930, la madre de Lane se dirigió a ella con un tosco manuscrito en primera persona destacando la dura niñez que la impulsó, Pioneer Girl. Lane se dio cuenta y empezó a usar sus contactos en el mundo de las editoriales. A pesar de los esfuerzos de Lane de comercializar Pioneer Girl mediante sus contactos, el manuscrito fue rechazado una y otra vez. Un editor recomendó elaborar una novela para niños desde el principio. Wilder y Lane trabajaron en la idea y el resultado fue Little House in the Big Woods. El libro fue aceptado por Harper and Brothers a fines de 1931, llenando las estanterías en 1932. El éxito de aquel libro motivó a continuar la serie que seguiría la vida de una pequeña Laura hasta su adultez temprana. The First Four Years fue descubierto como un manuscrito después de la muerte de Lane en 1968. Wilder había escrito el manuscrito sobre los cuatro primeros años de su matrimonio y las dificultades de la frontera, pero ella nunca tuvo la intención de que se publicase. Sin embargo, se publicó en 1971 y se convirtió en el noveno volumen de la serie Little House.

## Novelas de éxito

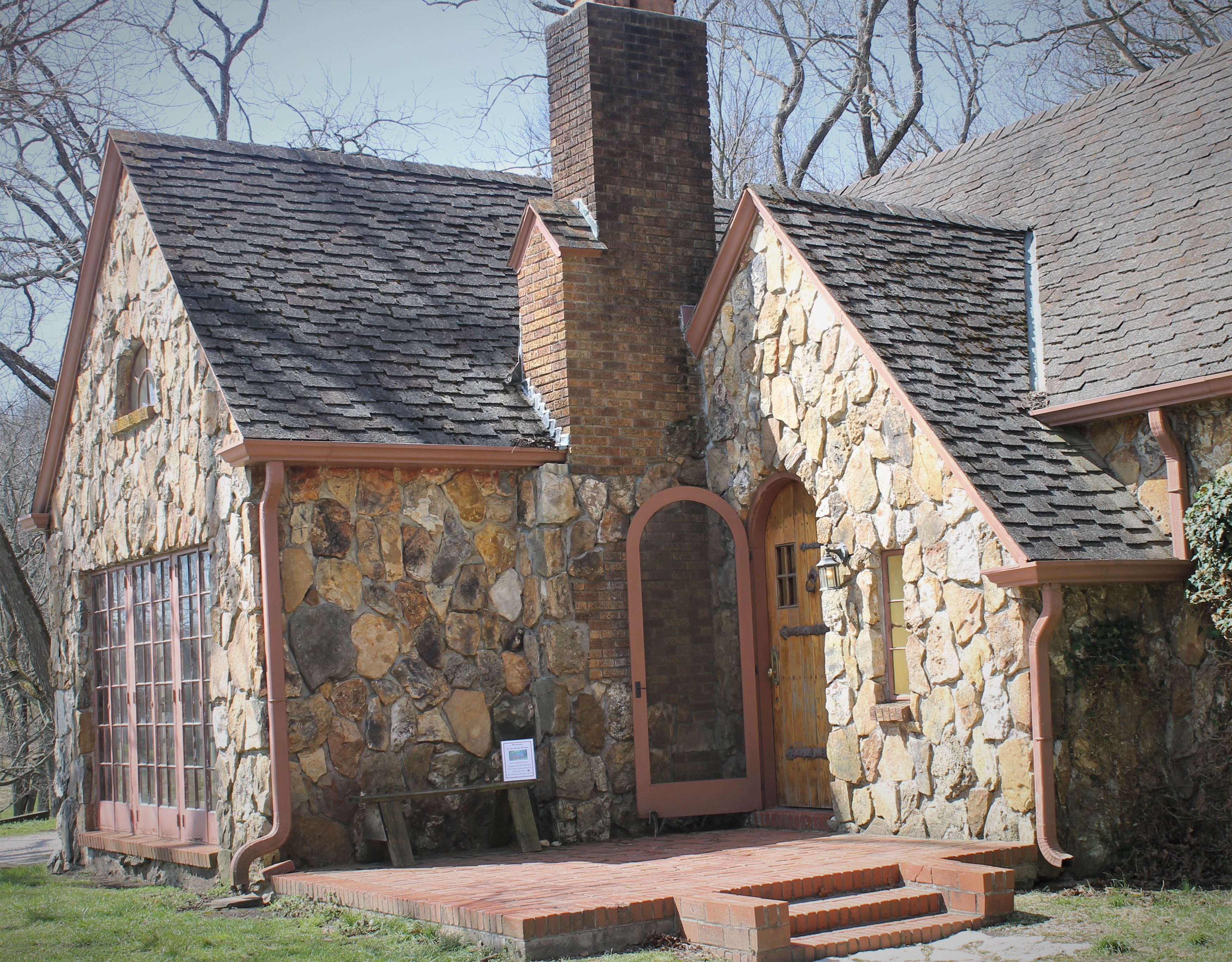
La Rock House, ubicada a corta distancia de la granja Wilder en Mansfield, Misuri, fue adquirida por Lane para sus padres, quienes residieron allí durante buena parte de los años 1930.

Algunos historiadores literarios creen que la colaboración entre las dos benefició a la carrera de Lane tanto como a la de su madre. Los cuentos más populares de Lane, incluyendo sus dos novelas de mayor éxito comercial, vieron la luz en este período, nutriéndose directamente del contenido de unas memorias de Wilder sobre el folclor de la familia Ingalls-Wilder. Ambas obras, Let the Hurricane Roar (titulado después Young Pioneers) y Free Land, tratan los obstáculos para asentarse en las Dakotas de finales del siglo XIX, así como la ironía de que la denominada "tierra libre" de hecho le costaba a los granjeros sus ahorros de toda la vida. The Saturday Evening Post pagó a Lane altos derechos para serializar ambas novelas, las cuales luego fueron adaptadas a interpretaciones populares de radio. Ambos libros representan un apogeo creativo y literario de Lane. Finalmente, The Saturday Evening Post le pagó $30,000 en 1938 para serializar su novela más vendida Free Land ($544,894 en la actualidad). Let the Hurricane Roar vio un aumento constante de ventas gracias a su adaptación en una dramatización popular de radio que protagonizó Helen Hayes.
En 1938, con las ganancias de Free Land en mano, Lane fue capaz de pagar todas sus deudas acumulados. Ella se mudó a Danbury, Connecticut, y se compró allí una casa rural con tres acres de bosque, en la cual viviría por el resto de su vida. En esta misma época, las crecientes regalías de los libros de Little House le proporcionaron a los padres de Lane un ingreso seguro y suficiente, aliviando su necesidad de ser la única fuente de apoyo para su familia. Lane compró a sus padres un automóvil y además financió la construcción de Rock House cerca de la granja Wilder. Sus padres residieron por mucho tiempo en Rock House durante los años 1930.

## Regreso al periodismo y perspectivas de la sociedad

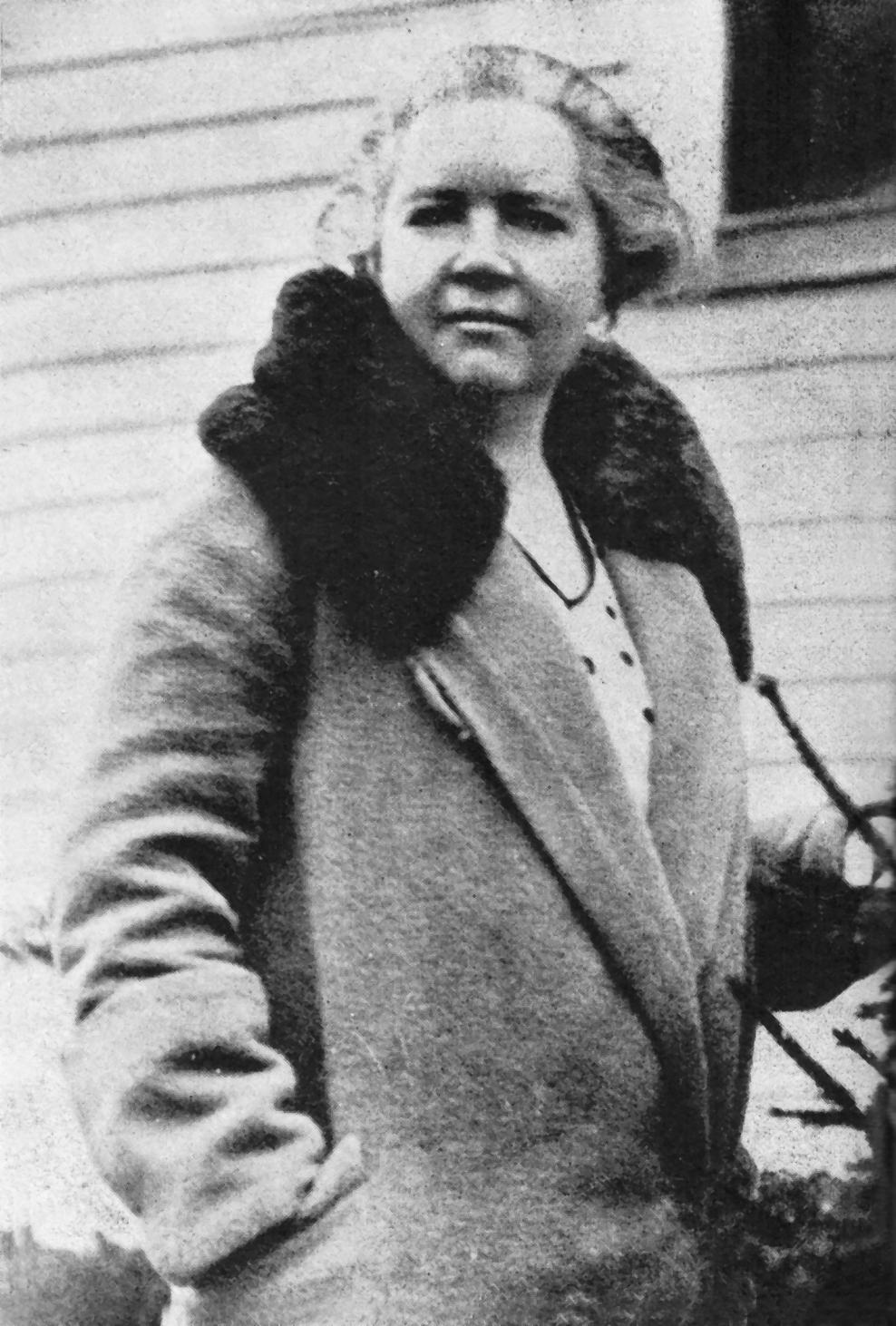
Rose Wilder Lane en 1933.

Durante la Segunda Guerra Mundial, Lane gozó de una nueva etapa en su carrera como escritora. Desde 1942 hasta 1945, ella escribió una columna semanal para The Pittsburgh Courier, el cual era en aquella época el diario afroamericano más leído.
En vez de esconder o ajustar su perspectiva laissez-faire, Lane aprovechó la oportunidad de venderla a sus lectores. Ella buscó temas de especial interés para su público. Su primera artículo trató de la Campaña Doble V como parte de una lucha más generalizada para la libertad individual en los Estados Unidos, escribiendo: "Aquí, por fin, es un lugar al que pertenezco. Aquí están los estadounidenses que conocen el valor de la igualdad y la libertad". Sus columnas resaltaron las historias exitosas de los negros para así demostrar temas más amplios sobre emprendimiento, libertad y creatividad. En una, ella comparó los logros de Robert Lee Vann y Henry Ford. La historia de cómo Vann pasó de ser pobre a ser rico corroboró los beneficios de una "sociedad capitalista en donde un huérfano sin un centavo, que pertenece a una minoría despreciada, puede crear The Pittsburgh Courier y atacar pública, enérgica y de manera segura una opinión mayoritaria. Por otro lado, Ford mostró cómo un mecánico pobre puede crear "cientos de empleos,  [...] poniendo incluso a mendigos en los coches".
Lane combinó su defensa del laissez faire con antirracismo. Los puntos de vista que ella pronunciaba sobre la raza eran parecidos a los de Zora Neale Hurston, una escritora individualista afroamericana. Sus columnas enfatizaban la arbitrariedad de las categorías raciales y subrayaron la centralidad del individuo. En vez de involucrarse en aquello que ella consideraba "la ridícula, idiota y trágica falacia de la raza, [por] la cual una minoría de la población mundial se ha engañado a sí misma durante el siglo pasado", Lane creía que ya era hora para todos los estadounidenses, negros y blancos, de "renunciar a su raza". Juzgar por el color de piel puede compararse a los comunistas quienes decían quién era culpable o inocente según la clase. En la perspectiva de Lane, las falacias de la raza y la clase escuchan a una "distinción feudal de 'clases' de la vieja Inglaterra". Ella además creía que los colectivistas, incluyendo aquellos que aceptaron el New Deal de Franklin D. Roosevelt, son los culpables de llenar las "mentes jóvenes con fantasías sobre las 'razas' y 'clases' y 'masas', todas controladas por dioses paganos denominados Determinismo Económico o Sociedad o Gobierno".
Junto a Hurston y Paterson, Lane criticó a Roosevelt en su política exterior, estando en contra de reclutar jóvenes a una guerra extranjera.

## Actividad política
Por unos pocos meses en 1940, el afán creciente de Lane por el libertarismo la juntó a ella con el escritor independiente John Patric, un pensador político de ideas similares cuya defensa de temas libertarios culminó en su obra de 1943 Yankee Hobo in the Orient. Ellos invirtieron varios meses viajando a través del país en el coche de Patric para observar los efectos de la Gran Depresión en la nación y para intercambiar ideas. El viaje culminó en una estancia de dos meses en Bellingham, Washington.
A principios de la década de 1940, a pesar de reanudar solicitudes de editores tanto para material de ficción como de no-ficción, Lane se alejó de la escritura de ficción comercial, salvo su colaboración en los libros de su madre. Por esta época ella se volvería conocida entre los libertarios como alguien influyente en el movimiento. Ella se opuso rotundamente al New Deal, evitó un "socialismo rastrero", la seguridad social, el racionamiento de tiempos de guerra y toda forma de impuestos. Lane dejó de escribir ficción comercial bien remunerada para protestar el pago de impuestos sobre ingresos. Subsistiendo de un pequeño salario de su columna de diario y no necesitando más la ayuda de sus padres o hijos adoptados, ella cortó gastos a lo más mínimo, viviendo una versión moderna de la vida pionera de sus ancentros en su tierra rural cerca de Danbury. Ella ganó cierta atención de los medios por su rechazo a aceptar la cartilla de racionamiento, optando mejor por trabajar cooperativamente con sus vecinos rurales en el crecimiento y preservación de frutas y vegetales, así como también en la crianza de gallinas y cerdos. La crítica literaria y escritora política Isabel Paterson le había instado a Lane para mudarse a Connecticut, donde ella estaría a sólo unos pocos kilómetros de Paterson, de quien había sido amiga por muchos años.
Los primeros textos de Lane sobre el individualismo y el gobierno conservador surgieron mientras ella todavía escribía ficción popular en los 1930, culminando con El descubrimiento de la libertad (1943). Tras esto, Lane promocionó y escribió sobre la libertad individual y su impacto en la humanidad. Ese mismo año también fue testigo de la obra de Paterson El dios de la máquina y la novela de Ayn Rand El manantial. Debido a estos textos, las tres mujeres son consideradas las madres fundadoras del movimiento libertario estadounidense.
El escritor Albert Jay Nock aseveró que las obras de no-ficción de Lane y Paterson eran "los únicos libros inteligibles sobre la filosofía del individualismos escritos en Estados Unidos en este siglo". Las dos mujeres habían "enseñado a cómo pensar de manera fundamental al mundo masculino de este período. [...] Ellas no esperan ni dan vueltas – cada disparo va directo al centro". El periodista John Chamberlain da crédito a Rand, Peterson y Lane por su "conversión" definitiva del socialismo a algo que él llamó "una vieja filosofía americana" de libertarismo e ideas conservadoras.
En 1943, Lane recibió atención nacional por su respuesta a una encuesta de radio acerca de la seguridad social. Ella envió una tarjeta postal diciendo que el sistema de seguridad social era similar a un esquema Ponzi el cual, ella sentía, terminaría por destruir los Estados Unidos. Un seguimiento del correo en tiempos de guerra derivó en que la policía estatal de Connecticut visite su casa para cuestionar sus motivaciones. Su firme respuesta a esta infracción en su derecho de libre expresión resultó en una oleada de artículos en el diario y la publicación de un panfleto, "¿Qué es esto, la Gestapo?", cuyo fin era el de recordar a los estadounidenses a estar atentos con sus derechos a pesar de las exigencias en tiempos de guerra. Durante este período de tiempo, la FBI abrió un expediente sobre Lane.
Mientras más pasaban los años, las opiniones políticas de Lane se consolidaron como las de una libertaria fundamentalista. Su forma de defender ante cualquier oposición los que ella consideraba principios básicos de libertad era percibida por algunos como brusca y áspera. Está documentado que por esta época, exactamente en 1946, ella se distanció de su amiga de años y aliada política Isabel Paterson. De cara a lá década de 1950, Lane también tuvo una correspondencia conflictiva con el escritor Max Eastman.

## Años posteriores y muerte
Lane tuvo un rol práctico durante las décadas de 1940 y 1950 en lanzar el movimiento libertario y comenzar una amplia correspondencia con figuras como el ejecutivo de DuPont Jasper Crane, el escritor Frank Meyer, y además con su amiga y colega Ayn Rand. Ella escribió reseñas de libros para el National Economic Council y después para la Volker Fund, de la cual creció el Institute for Humane Studies. Después, ella dio charlas y soporto financiero a la Freedom School dirigida por el libertario Robert LeFevre.
Tras la muerte de su madre en 1957, la titularidad de la casa de Rocky Ridge Farm pasó a la persona que anteriormente había comprado la propiedad en un arrendamiento de por vida, permitiéndole a ella permanecer en la residencia. La población local puso en conjunto una corporación sin fines de lucro para comprar la casa y sus tierras para convertir todo aquello en un museo. Luego de cierto recelo ante la noción de ver la casa en vez de los mismos libros como un santuario de la madre de Lane, ella pasó a creer que convertirla en un museo acogería una atención duradera de los libros, ayudando a preservar el tema del individualismo que ella y su madre tejieron en la serie. Ella donó el dinero necesario para comprar la casa y hacerla un museo, acordó en conseguir significantes contribuciones cada año para su mantenimiento, e incluso dio muchas de las pertenencias familiares al grupo. La herencia de por vida de Lane de las regalías crecientes de Wilder por Little House pusieron fin a su estilo de vista forzosamente modesto. Como consecuencia, una vez más ella empezó a viajar mucho, renovando y remodelando exhaustivamente su casa en Connecticut. También en la década de 1960, ella resucitó su propia carrera comercial de escritora al publicar varias series populares para revista, entre las que se incluye una sobre su gira en la zona de la Guerra de Vietnam a finales de 1965.
En años posteriores, Lane escribió un libro detallando la historia del bordado estadounidense para el Día de la Mujer. Ella editó y publicó On the Way Home, proporcionando un marco autobiográfico alrededor del diario original de su madre de 1894 sobre su viaje de seis semanas desde Dakota del Sur hasta Misuri. Con la intención de servir como el toque final a la serie de Little House, el libro fue el resultado de los fanes de Wilder que escribieron a Lane para preguntar "¿qué pasó después?". Ella contribuyó con reseñas del libro al Fondo William Volker y continuó trabajando en revisiones del Descubrimiento de la Libertad, el cual ella nunca completó.
Lane fue la abuela adoptiva y mentora de Roger Lea MacBride, quien en 1976 sería candidato a la presidencia por el Partido Libertario. Él fue hijo de uno de sus editores con quien ella formó un vínculo cercano cuando él era niño. Lane más adelante manifestó que ella lo estuvo preparando para ser a futuro un líder del pensamiento libertario. Además de ser su amigo cercano, MacBride se volvió su abogado, su administrador comercial y, por último, el heredero de la serie de Little House y la franquicia multimillonaria que él creó en torno a la misma después de la muerte de Lane.

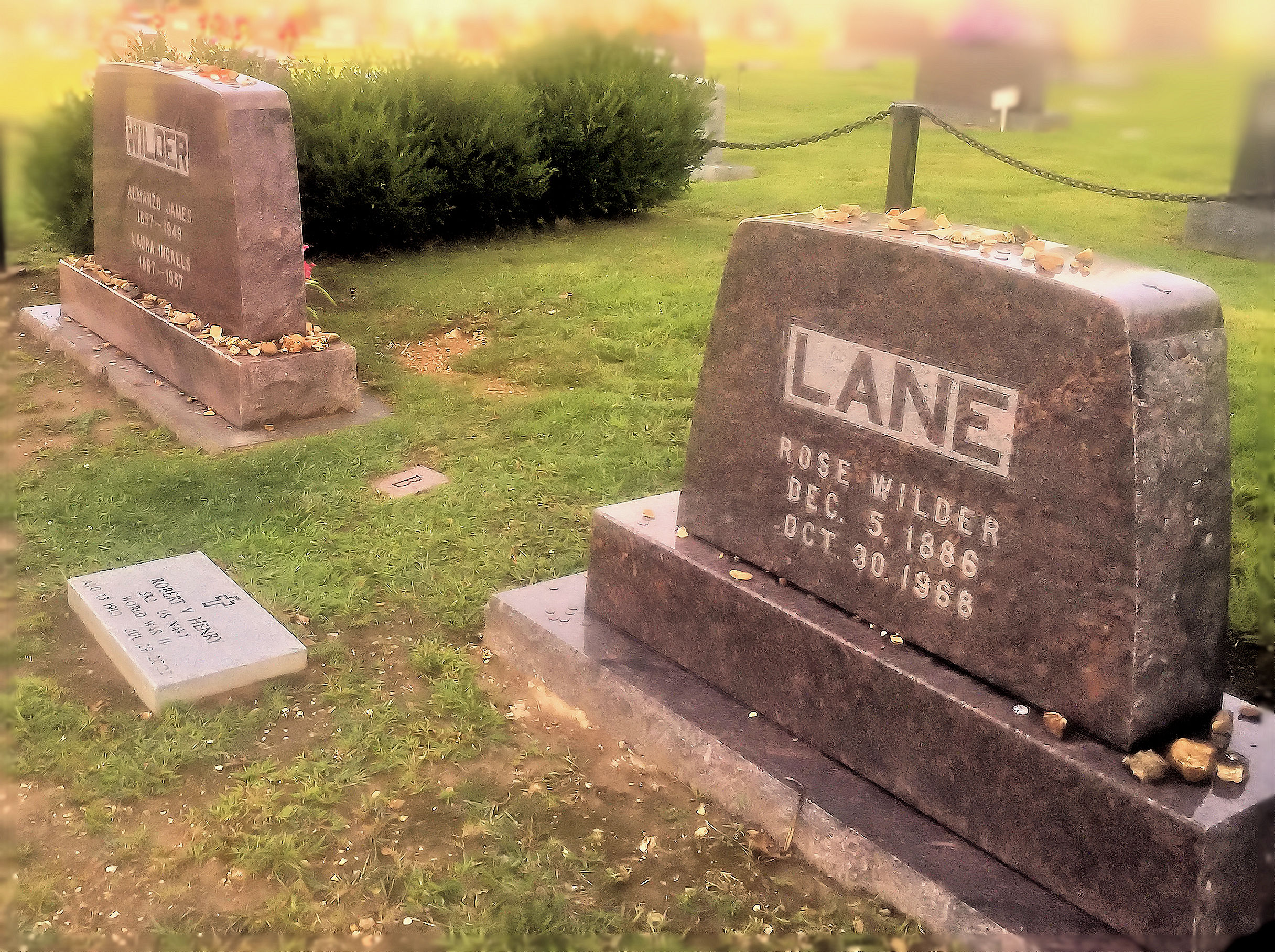
La tumba de Lane al lado de la de sus padres en el Cementerio de Mansfield, Misuri.

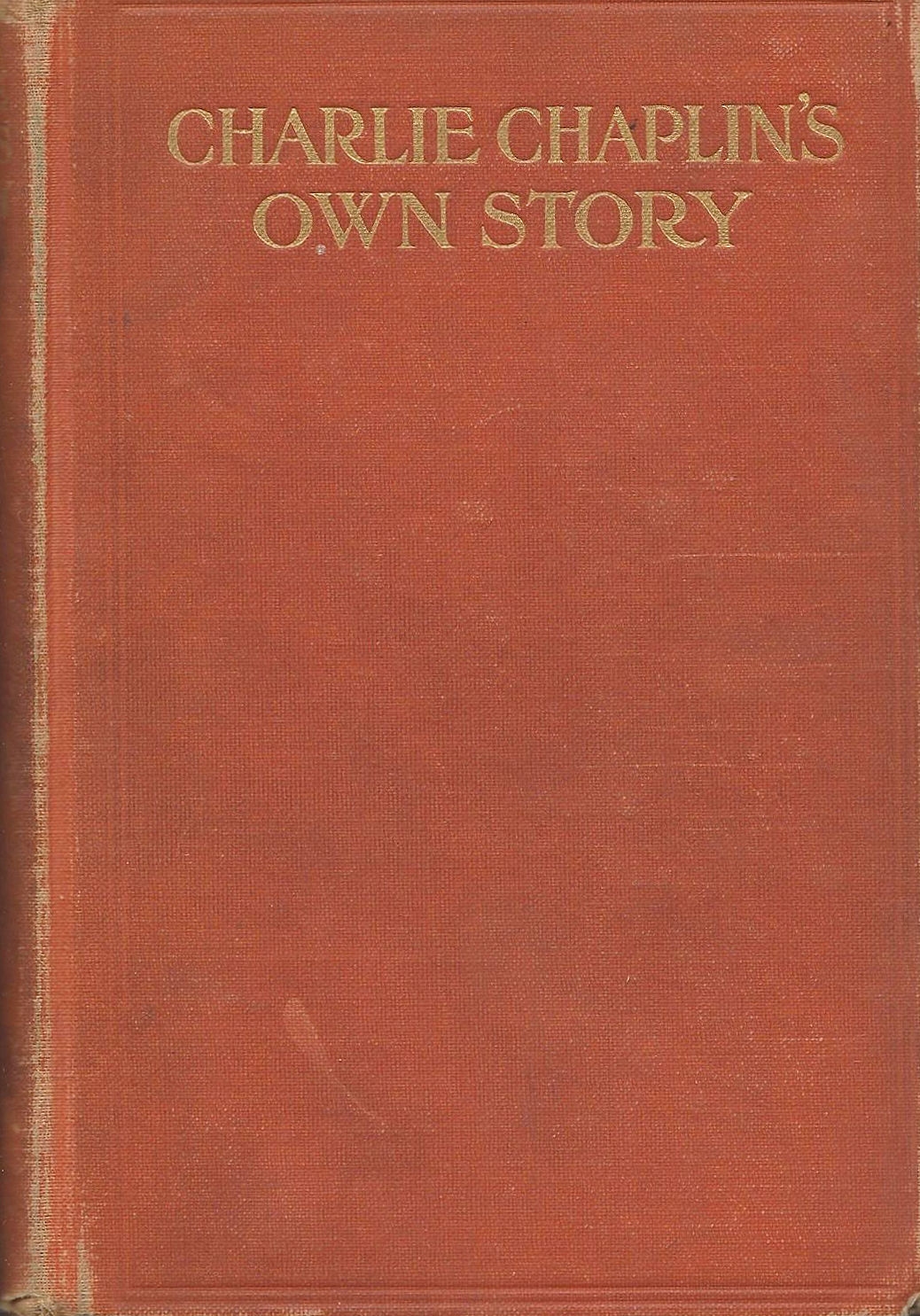
Su biografía retirada de Charlie Chaplin As Told To (1916).

La última de sus discípulos fue la hermana de su intérprete vietnamita. Lane, impresionada por la inteligencia de la joven muchacha, la ayudó a viajar a los Estados Unidos y financiándole allí su inscripción en una universidad.
Lane falleció mientras dormía el 30 de octubre de 1968, a la edad de 81 años, y justo cuando ella estaba por partir a una gira mundial de tres años. Ella está enterrada al lado de sus padres en el Cementerio de Mansfield en Mansfield, Misuri.

## En los medios
Lane fue interpretada en adaptaciones televisivas de Little House on the Prairie por:
- Jennifer and Michele Steffin
- Terra Allen (parte 1) y Skye McCole Bartusiak, Christina Stojanovich (parte 2), en la miniserie Beyond the Prairie: The True Story of Laura Ingalls Wilder.

Hay ocho novelas escritas por MacBride, hablando de la niñez y adolescencia de Lane. A pesar de la aseveraciones sobre la exactitud de los lugares, fechas y personas mencionadas, hay un fuerte debate en el grado de autenticidad. Al menos algunos eventos sí pueden ser correctamente representados dado que él fue un cercano amigo de ella.
En la novela Pioneer Girl por Bich Minh Nguyenm, una joven vietnamita-estadounidense llamada Lee Lien investiga la vida de Lane basada en una vieja historia familiar. El abuelo de Lee afirma que Lane se volvió amiga de su familia cuando ella visitó Vietnam en 1965 y les dio como regalo un broche dorado, del que sospecha que Almanzo entregó a la madre de Lane según cuenta These Happy Golden Years.
En la novel A Wilder Rose por Susan Wittig Albert, Lane cuenta la historia de su trabajo en los libros de Little House y sus años en la granja Wilder (1928-1935) a Norma Lee Browning, una joven amiga. La novela está basada en los diarios y publicaciones de Lane de este período, además de las cartas que intercambió con su madre.
En la novela de historia alternativa The Probability Broach por L. Neil Smith en la cual Estados Unidos se volvería un estado libertario en 1794 tras la exitosa Rebelión del whisky y el derrocamiento y ejecución por traición de George Washington por un pelotón de fusilamiento, Lane serviría como la vigésimo primera presidenta de la Confederación Norteamericana desde 1940 hasta 1952.